# Cell Broadcast

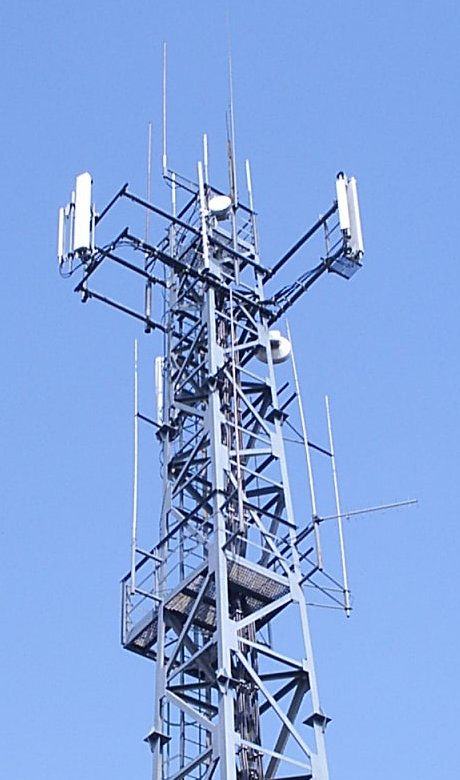
BTS (Base Transceiver Station)

Cell Broadcast/Cell Information (CB) — технология мобильной связи, определённая комитетом GSM ETSI и являющаяся частью стандарта GSM. Он также известен как широковещательная передача службы коротких сообщений. (SMS-CB).
Cell Broadcast предназначен для одновременной доставки нескольким пользователям в указанной области сообщений. В то время как служба коротких сообщений типа точка-точка (SMS-PP) является услугой «один-к-одному» и «один-к-нескольким» (требуется несколько SMS-сообщений, так как каждое сообщение может содержать только один номер телефона), Cell Broadcast услугу обмена сообщениями «один ко многим». Обмен сообщениями также поддерживается стандартами UMTS и LTE.